# シモーニデース
ケオスのシモーニデース（古希: Σιμωνίδης ο Κείος, Simōnidēs, 紀元前556年頃 - 紀元前468年）は、古代ギリシアの抒情詩人である。長母音を省略してシモニデスとも表記される。ケオス島（現ケア島）のIoulisの生まれ。ヘレニズム期アレクサンドリアの学者たちは、シモーニデースをサッポー、ピンダロスらと一緒に9歌唱詩人の一人に数えた。甥のバッキュリデースも詩人である。

## 生涯
若い頃のシモーニデースは詩と音楽を教え、アポローンの祭のためのパイアンを作っていた。しかし、故郷では自分の才能を活かせないと気付き、文学のパトロンだったヒッパルコス (en) 、ペイシストラトスの子）の宮廷のあるアテナイに移り住んだ。紀元前514年にヒッパルコスが暗殺されると、シモーニデースはテッサリアに身を退き、その土地の名士であったスコパス（スコパース）家ならびにアレウアス家 (en) の保護と援助を受け、悠々と暮らした。
キケロはその著書『弁論家について』（ii. 86）の中で、シモーニデースとスコパス家との関係の終わりについて、こんなことを書いている。シモーニデースのパトロンだったスコパスが戦車競走で勝利した。その祝宴で、シモーニデースは勝利を祝うオード（頌歌）を歌ったのだが、カストルとポリュデウケスの讃美に多くを割かれていたので、スコパスは立腹した。報酬を支払う段になって、スコパスは一部しか払わず、残りは双子の神（カストルとポリュデウケス）に請求しろと言った。そのすぐ後、2人の若い男がシモーニデースに会いに来たと聞かされて、シモーニデースが宴会の部屋を出たら、天井が崩落して、スコパスと客たちを押しつぶした。瓦礫を掘り返している間、シモーニデースは死んだ客たちの身元を調べるよう頼まれた。シモーニデースは、部屋を出る前に人々がテーブルのどこにいたか、その座（loci）の記憶から、身元を特定することができた（座の方法）。カストルとポリュデウケスが残金の代わりに自分の命を救ってくれたのだとシモーニデースは感謝して、後に、この経験を「記憶の劇場」（memory theatre）または「記憶宮殿」（memory palace）に展開させた。この情報処理の方法は、ルネサンス期まで広く社会に口伝された。シモーニデースはこうした古代の記憶術の方法を発明したと信じられている。
マラトンの戦い（紀元前490年）の後、シモーニデースはアテナイに戻ったが、すぐにシケリアに行った。シラクサ王ヒエロン1世に招かれたからで、シモーニデースは残りの人生をその宮廷で過ごすことになる。
学者としてのシモーニデースの評判は、次のような伝説からもわかる。母音 (ε, η, ο, ω)の長短の区別を導入したのはシモーニデースで、以後それは、イオニアのアルファベットに取り入れられ、エウクレイデスがアテナイのアルコンだった時代（紀元前403年）に一般的に使われるようになった、というのである。
シモーニデースの人気はそれだけにとどまらず、政治の世界においても影響力を持っていた。たとえば、両軍が激突する前夜、ヒエロン王とTheroを仲裁させたのはシモーニデースだったと言われている。シモーニデースはアテナイのテミストクレス、スパルタのパウサニアス両将軍とは個人的な友人で、ペルシア戦争について歌ったシモーニデースの詩がナショナリズム的愛国心に強い衝撃を与えたのは疑いない。
詩に関しては、シモーニデースは自分の詩に対してほとんどどんな値段でも要求できた。後世のアリストパネス以降の著作家たちは、シモーニデースは強欲だったと主張しているが、おそらく根拠が無いわけではないと思われる。ヒエロン王の妃がシモーニデースに金持ちに生まれるのと天才に生まれるのとどちらが良いか尋ねたところ、シモーニデースはこう答えた。「金持ちです。なぜなら、天才はいつでも金持ちの戸口におりますから」。別の人が、讃美の詩を書いてほしいが、感謝なら山ほどするものの、金は出せない、と言った。シモーニデースは答えた。自分は2つの箱を持っています。1つは感謝を、もう1つは金を入れるための箱を。そしてその箱は、前者はからっぽで役に立たず、後者は中身が詰まっていますと。

## 詩
シモーニデースの詩で現存しているのは、2、3の短いエレゲイア（ただしFr. 85はその作風と詩形からアモルゴスのセーモーニデース（en:Semonides）のものと思われる。少なくともシモーニデースのものではない）、いくつかのエピグラム（警句）、それに約90の抒情詩および合唱詩（choral poetry）の断片である。エレゲイアに一般的に用いられる方言、つまり叙事詩的な色合いを伴うイオニア方言で書かれたエピグラムは、一部は公的に、一部は私的功績のために作られた。
公的な目的のエピグラムの中には、完全に近い均整のとれた単純さを伴う、力強さと崇高さがあり、哀調的表現のリズムと様式に、完璧に熟達している。最も有名なエピグラムは、マラトンの戦いとテルモピュライの戦いの英雄たちのために作られた以下のものである。

Ὦ ξεῖν’, ἀγγέλλειν Λακεδαιμονίοις ὅτι τῇδε

κείμεθα, τοῖς κείνων ῥήμασι πειθόμενοι.

O xein', angellein Lakedaimoniois hoti têde

keimetha tois keinon rhémasi peithomenoi.

字義通りに英訳するとこうなる。「Stranger, tell the Spartans that we lie here, obedient to their utterances/orders/laws（旅人よ、スパルタ人に告げよ。我等はここに横たわり、汝らの言葉/命令/法に従うと）」。（注：「ῥήμασι」の最も多い使われ方は「according to the verbiage（冗言に従う）」）。なお、この詩の他の英訳については以下を参照のこと（en:Battle of Thermopylae#Epitaph of Simonides、テルモピュライの戦い#戦いの影響）。
トマス・ブルフィンチは、シモーニデースはエレゲイアのジャンルで「とくに優れていた」と書いている。「彼の天才は哀れなものに向けられていて、彼以上に、真に迫って、人々の同情を誘う者はいなかった」。
一方、私的目的のエピグラムは、『ギリシア詩華集』に載っているもの以上に良い出典はないのだが、より暖かい色合いと印象がある。この種類のエピグラムで、面白くかつ間違いなく本物だといえるのは、アテナイの僭主ヒッピアスの娘Archediceのために書かれたもので、彼女についてシモーニデースは「父・夫・兄弟・子ら、すべて王子だったにもかかわらず、傲りの心がもたげることはなかった」というようなことを書いた。
抒情詩の断片は、内容の性格も長さもまちまちである。アルテミシオンの海戦を歌った詩には、アイスキュロスを勝利の仲間に引き入れて、テルモピュレで戦死した人々を讃えたものもあれば、彫刻家のスコパスの栄誉を讃えた合唱詩（次の「倫理」の項目の最初に出てくる詩である）もある。他には、試合の勝利者へのオード、ヒュポルケーマタ（hyporchemes、舞曲）、ダージュ（en:dirge、葬送歌）、神々やその他のものへの讃歌（hymn）などがある。

## 倫理
シモーニデースは威厳ある不動の公正さの規範を必要としなかった。「それは難しいことだ」とシモーニデースは述べ（Fr. 5）、さらに次のような内容が続く。「真に良き人間になることは、世の非難を受けぬよう、手も足も魂も完全に公正でなければならない。邪悪とは言わずとも、まったく悪くない人間がいようか。正義を、都市国家への恩人を知っていれば、それは健全な人間である。少なくとも私はその人物のあらを探すまい。なぜなら愚か者たちの仲間は数え切れぬから。（中略）私は自ら進んで罪を犯さぬ者たちすべてを讃え、愛そう。しかし、その宿命とは神々さえも争えまい」。
シモーニデースは他のところで、ヘシオドスを思わせる言葉遣いで次のような内容を言っている。徳は高く険しい丘の上にある、と（Fr. 58）。さあ、喜びを探し求めよう。なぜなら、「あらゆるものは、1匹の恐るべきカリュブディスの手に入る。大いなる徳も富も」（Fr. 38）。
とはいえ、シモーニデースは快楽主義者とは程遠い。シモーニデースの道徳は、彼の芸術に劣らず、ケオスを有名にした徳、すなわち「自己制御」に満ちている。シモーニデースの最も名高い断片であるダージュの中で、まだ赤ん坊のペルセウスとともに、暗い霧の夜、海を漂流していた母親ダナエーが、息子の安らかなうたた寝で自らを慰める。シモーニデースはそこに彼自身の言葉を挟んでいる。「詩は言葉の絵、絵は無言の詩」。この決まり文句は（プルタルコスの「De Gloria Atheniesium」を経て）ホラティウスの有名な言葉「詩は絵のように」となった。

## 日本語訳
- 『ギリシア合唱抒情詩集 アルクマン他』丹下和彦訳、京都大学学術出版会（2002年）。